# داور یوزیچ
داور یوزیچ (بوسنیایی: Davor Jozić؛ زادهٔ ۲۲ سپتامبر ۱۹۶۰) یک بازیکن فوتبال اهل یوگسلاوی - بوسنی است.
از باشگاه‌هایی که در آن بازی کرده‌است می‌توان به باشگاه فوتبال سارایوو، چزنا و اسپزیا کالچو اشاره کرد. وی سابقه ۲۷ بازی برای تیم ملی فوتبال یوگسلاوی در کارنامه دارد.